# Peperomia leucanthera
Peperomia leucanthera är en pepparväxtart som beskrevs av C. Dc.. Peperomia leucanthera ingår i släktet peperomior, och familjen pepparväxter. Inga underarter finns listade i Catalogue of Life.